# Cuanta angusta
Cuanta angusta är en insektsart som beskrevs av Irena Dworakowska 1993. Cuanta angusta ingår i släktet Cuanta och familjen dvärgstritar. Inga underarter finns listade i Catalogue of Life.